# Robert Massard
Pour les articles homonymes, voir Massard.
Robert Massard est un baryton français né le 15 août 1925 à Pau (Pyrénées-Atlantiques).
Considéré par certains spécialistes comme « le plus grand baryton français de l'après-guerre », il a interprété au cours de sa longue carrière plus de cent rôles, aux côtés notamment de Maria Callas, Montserrat Caballé, Plácido Domingo, Alain Vanzo, Marilyn Horne et Joan Sutherland, sous la direction de chef tels que Georges Prêtre, Colin Davis, Carlo Maria Giulini Jésus Etcheverry et John Eliot Gardiner. Il est devenu une référence pour les générations de barytons qui lui ont succédé, tant par la qualité de sa diction que de ses interprétations. Le concours international de chant lyrique de Bordeaux porte son nom.

## Biographie
Il naît dans une famille d'employés garagistes, et jeune est mécanicien auto.
Robert Massard est engagé en 1951 par Georges Hirsch dans la troupe de l'Opéra de Paris. Il y donnera, jusqu'en 1978, 1 003 représentations. Il se produit parallèlement sur les plus grandes scènes lyriques en province et à l'étranger jusqu'à sa retraite en 1984.
De 1978 à 1986, il est professeur au conservatoire de Bordeaux, avant de se retirer dans sa ville natale.
Régulièrement invité comme membre du jury de concours nationaux et internationaux de chant et d'art lyrique, il participe également à des émissions radiophoniques dont trois lui ont été consacrées sur France Musique en 2005, 2007, 2021 et 2023
Depuis 2015, le Concours international de chant lyrique de Bordeaux a pour nom le « Concours international de chant lyrique Robert-Massard ».
En 2024, il est promu au grade de Commandeur de l'ordre des Arts et des Lettres.

## Répertoire

### Opéra/Opérette
- Edmond Audran : La Mascotte, La Poupée
- Henry Barraud : Numance
- Vincenzo Bellini : I puritani
- Hector Berlioz :  Benvenuto Cellini, Les Troyens
- Georges Bizet : Carmen, Le Docteur Miracle, Don Procopio, Les Pêcheurs de perles
- François-Adrien Boieldieu : Les Voitures versées
- Emmanuel Bondeville : L'École des maris
- Lili Boulanger : Faust et Hélène
- Benjamin Britten : Peter Grimes
- Henri Büsser : Le Carrosse du Saint-Sacrement
- Léo Delibes : Lakmé
- Gaetano Donizetti : Don Pasquale, Lucia di Lammermoor
- Werner Egk : Légende irlandaise
- Gabriel Fauré : Pénélope, Prométhée
- Lucien Ferrier-Jourdain : La Mort de l'Empereur
- Louis Ganne : Les Saltimbanques
- Umberto Giordano : Andrea Chénier
- Christoph Willibald Gluck : Alceste, Iphigénie en Tauride
- Charles Gounod : Faust, Mireille, Roméo et Juliette
- Reynaldo Hahn : Ciboulette
- Arthur Honegger : L’Aiglon, Antigone, La Danse des morts
- Jacques Ibert : Le Roi d'Yvetot
- Édouard Lalo : Le Roi d'Ys
- Franz Lehàr : Paganini
- Ruggero Leoncavallo : Paillasse
- Jean-Baptiste Lully : Amadis de Gaule
- Pietro Mascagni : Cavalleria rusticana
- Victor Massé : Les Noces de Jeannette
- Jules Massenet : Le Cid, Don Quichotte, Hérodiade, Le Jongleur de Notre-Dame, Manon, Sapho, Thaïs, Werther
- Felix Mendelssohn : Ein Sommernachtstraum
- André Messager : Monsieur Beaucaire
- Giacomo Meyerbeer : Les Huguenots
- Darius Milhaud : Christophe Colomb, Les Malheurs d'Orphée, Médée
- Claudio Monteverdi : Le Couronnement de Poppée
- Modeste Moussorgski : Boris Godounov, La Khovantchina
- Wolfgang Amadeus Mozart : Don Giovanni
- Jacques Offenbach : Les Contes d'Hoffmann, La Grande-duchesse de Gérolstein
- Robert Planquette : Les Cloches de Corneville
- Francis Poulenc : Dialogues des carmélites
- Serge Prokofiev : Le Joueur
- Giacomo Puccini : La Bohème, Edgar, Madame Butterfly, Manon Lescaut
- Henri Rabaud : Mârouf, savetier du Caire
- Jean-Philippe Rameau : Acanthe et Céphise, Les Indes galantes
- Maurice Ravel : L'Enfant et les Sortilèges, L'Heure espagnole
- Ernest Reyer : Sigurd
- Gioacchino Rossini : Le Barbier de Séville,  Le Comte Ory, Moïse et Pharaon
- Albert Roussel : Padmâvatî
- Camille Saint-Saëns : Samson et Dalila
- Gaspare Spontini :  La Vestale
- Richard Strauss :  Capriccio, Le Chevalier à la rose, Feuersnot
- Ambroise Thomas : Hamlet
- Henri Tomasi : Il poverello
- Alain Vanzo : Les Chouans
- Giuseppe Verdi : Don Carlos, Falstaff, Macbeth, Otello, Rigoletto, La traviata, Un ballo in maschera
- Richard Wagner : Lohengrin, Les Maîtres Chanteurs de Nuremberg, Tannhäuser, Tristan et Isolde
- Carl Maria von Weber : Oberon

### Musiques d'inspiration biblique ou religieuse
- Hector Berlioz : L’Enfance du Christ
- Gabriel Fauré : Requiem
- César Franck :  Les Béatitudes
- Arthur Honegger : Le Roi David
- Frank Martin : In terra pax

## Discographie
La discographie de Robert Massard comprend plus de cinquante rôles de premiers plan en opéras et opérette.

## Témoignages
« [Robert Massard] s'impose par le rayonnement d'une voix chaude à l'aigu brillant et à l'impeccable diction française, défendant à l'étranger le répertoire français. »

— Guide de l'opéra, Fayard

« Fier et autoritaire, le timbre conquérant, la diction parfaite, Robert Massard offre une interprétation de légende. »

— Catherine Scholler

« Quel symbole de chanter un rôle de Robert Massard à l’Opéra-Comique !… De grands maîtres comme Robert Massard n’ont jamais sacrifié la taille de la voix à des effets de gueule. »

— Ludovic Tézier

« Robert Massard, très certainement le plus grand Athanaël de la discographie… On ne sait qu'admirer le plus chez le baryton français qui n'a vraiment pas connu la reconnaissance internationale qu'il méritait : la saine beauté du timbre, la franchise arrogante de l'émission, la clarté et la facilité de l'aigu, la qualité suprême d'une diction constamment mise au service de l'expression dramatique mais dépourvue de toute emphase, ou le relief conféré à un personnage en définitive vulnérable sous son apparente inflexibilité. Du très grand art et un modèle pour les générations futures. »

— Richard Martet

« La distribution comportait déjà Alain Vanzo dans le rôle-titre, Jules Bastin en Prieur ; le truculent Robert Massard, l'un des plus grands barytons à l'ampleur vocale exceptionnelle, en débonnaire Boniface, ciselant avec un art consommé du chant et une diction française superlative les illustres couplets de la Légende de la Sauge. »

— Étienne Müller